# Maria van Aelst

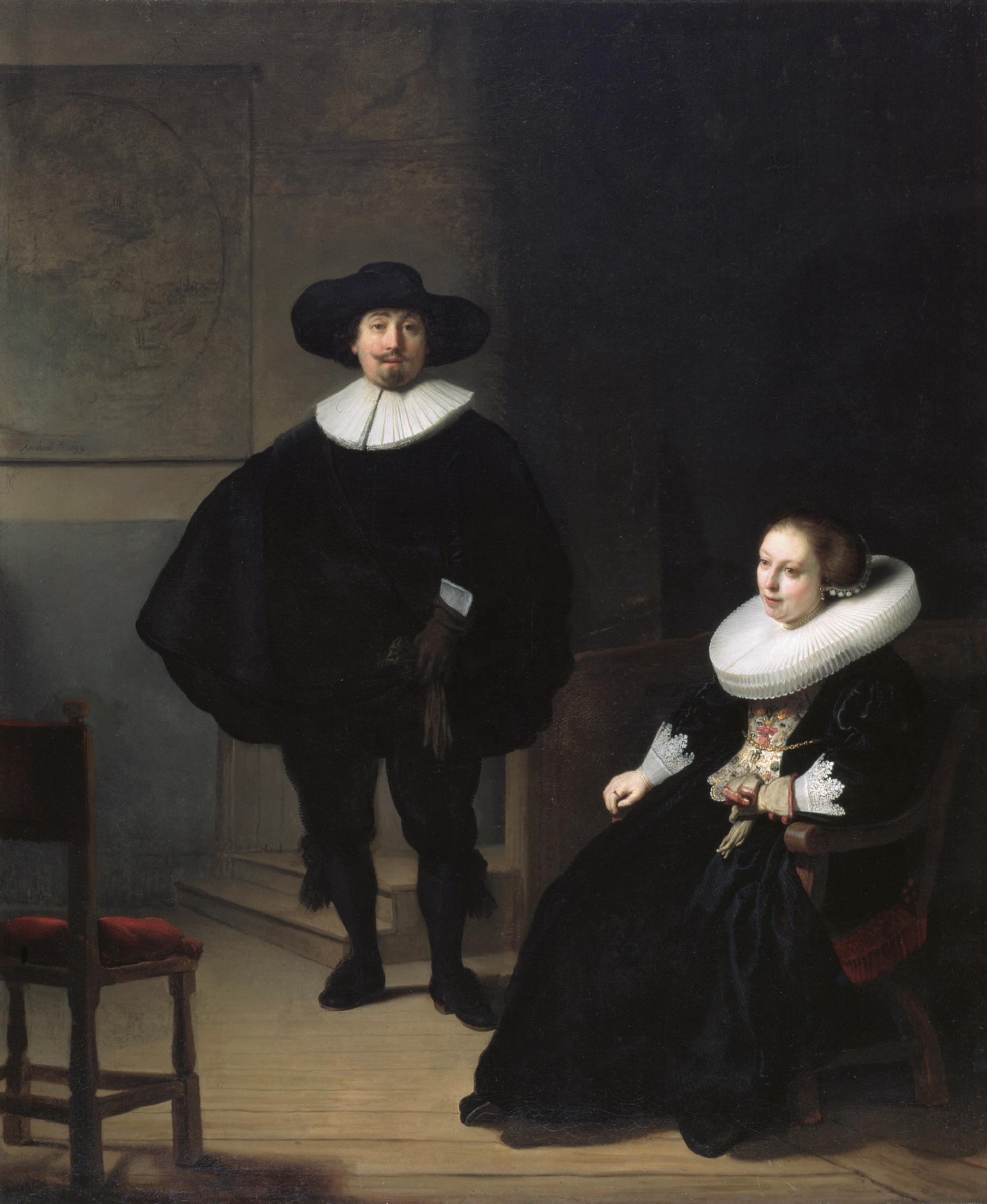
Een dame en een heer in het zwart van Rembrandt van Rijn uit 1633. Hoogstwaarschijnlijk zijn dit Maria van Aelst en haar man Antonio van Diemen.

Maria van Aelst (Steenbergen, 1607 - Den Haag, 1674) was een Nederlandse handelares, die als een van de eerste Europese vrouwen een belangrijke rol speelde in de handel in Oost-Azië, met name in Nederlands-Indië. Ze werd in 1625 naar Batavia gestuurd om te trouwen en kinderen te krijgen. Ze trouwde vijf maal, werd vijf keer weduwe en bouwde zelf een diamant-handelsimperium op. Met name haar huwelijk met haar derde man, gouverneur-generaal Antonio van Diemen, heeft haar de contacten geboden om dit handelsimperium op te bouwen. In 1646 keerde ze, kinderloos, terug naar Nederland.

## Levensloop
Maria werd geboren in Steenbergen. Omdat haar omgeving haar geen toekomst kon bieden werd ze in 1625 met het spiegelretourschip Mauritius van de VOC naar Batavia gestuurd om daar te trouwen. Dit was een initiatief van de VOC, genaamd Volksplanting, om de kolonie aan te vullen met Nederlandse gezinnen om zo voor bevolkingsaanwas te zorgen. Op haar 22e was ze al voor de tweede maal weduwe. Door de erfenis had ze intussen wel geld. In 1630 trouwde ze met gouverneur-generaal Antonio van Diemen. In 1631, nadat Antonio door een conflict ontheven was uit zijn functie, keerden ze samen terug naar de Republiek waarbij Antonio admiraal was van de retourvloot. Door zijn visie over De Oost uiteen te zetten bij de Heren XVII kon hij terugkeren naar Batavia met meer gezag. Maria vergezelde hem op een van de missies om het Nederlands gezag te herstellen op de noordelijke Molukken.
In Batavia zette Maria zelf een diamanthandel op, met name in diamanten uit het Indiase Golkonda. Dat deed ze in samenwerking met een neef van Antonio, Bartholomeus de Gruyter, die opperkoopman was in Masulipatnam. Ze was als vooraanstaande vrouw een geziene persoonlijkheid in Batavia en zorgde dat het sociale circuit op gang kwam. Dit was ingezakt na het sobere regime van de vorige gouverneur-generaal Hendrik Brouwer. De koets die Brouwer had laten demonteren werd weer in elkaar gezet ten gerieve van de 'beminde gesellinen' van de Raden van Indië. In december 1637 schreef men aan de Heren XVII dat besloten was 'de coetswagen ofte carosse, die nu eenige jaeren gerust heeft, weder in te spannen ende ten dienste van de jouffrouwen te laten rollen'. Dankzij haar werd er sindsdien steeds meer met koetsen gereden.
Toen haar man in 1645 overleed keerde Maria met een retourvloot terug naar Nederland, met haar inboedel, een half miljoen gulden en zeven slaven en slavinnen. Ze hertrouwde op 9 oktober 1646 in Amsterdam met de ook op die vloot teruggekeerde directeur van de VOC-factorij in Perzië, Carel Constant. Ze gingen in Culemborg wonen en schonken kort daarna een grote koperen kroonluchter aan de Barbarakerk, die nog steeds te zien is. Na Carels dood in 1660 trouwde Maria op 10 oktober 1661 met Gijsbert van Hoolck, lid van de Staten-Generaal namens de provincie Utrecht. Ze overleed in juni 1674 en werd op 22 juni begraven in het familiegraf van Van Hoolck in de Klaaskerk in Utrecht. Over haar enorme vermogen werden nog tot halverwege de 18e eeuw rechtszaken gevoerd. Van deze erfenis is alleen een uit Dejima verkregen Japanse gelakte doos over, die in de 19e eeuw verworven werd door het Victoria and Albert Museum in Londen als de 'Van Diemen Box'. Een zelfde doos van Pieternella Buys, de vrouw van Philip Lucasz, is toen zoek geraakt.

## Nalatenschap
- In Nieuw-Zeeland is Cape Maria van Diemen naar haar vernoemd, door ontdekkingsreiziger Abel Tasman.
- Waarschijnlijk staan Maria en haar man Antonio afgebeeld op een schilderij van Rembrandt van Rijn uit 1633. Het doek werd in 1990 gestolen uit het Isabella Stewart Gardner Museum in Boston.
- In 2021 publiceerde Anneloes Timmerije het boek De mannen van Maria, het levensverhaal van Maria van Aelst. Op dit boek heeft Anna Drijver in 2024 een toneelstuk gebaseerd.